# ارباب زمان
اربابان زمان یک تمدن فرازمینی باستانی از گونه‌های انسان نماست که سیاره مادر آن‌ها گالفیری می‌باشد.آن‌ها قدرت تجدید حیات و دیدن خط زمانی را دارند و نامیرا هستند.